# بيتر ارين (سياسي)
بيتر ارين (بالإنجليزية: Peter Warren)‏ هو عسكري وسياسي أيرلندي، ولد في 10 مارس 1703 في مقاطعة ميث في جمهورية أيرلندا، وتوفي في 29 يوليو 1752 في دبلن في جمهورية أيرلندا. انتخب عضو مجلس الشعب في برلمان بريطانيا العظمى.